# Análisis del punto de equilibrio
Sean IT los ingresos totales, CT los costos totales, P el precio por unidad, Q la cantidad de unidades producidas y vendidas, CF los costos fijos y CV los costos variables, entonces:
Si el producto puede ser vendido en mayores cantidades de las que arroja el punto de equilibrio (o "punto crítico") tendremos entonces que la empresa percibirá beneficios. Si por el contrario, se encuentra por debajo del punto de equilibrio, tendrá pérdidas.

## Anual en ventas, en importes y en unidades

### Ejemplo
Walk Rite. Shoe Company opera una cadena de tiendas alquiladas para ventas de calzado. Las tiendas venden diez estilos diferentes de zapatos para hombre relativamente baratos, con costos de compra y precios de venta idénticos, de $21,00 y $30,00, respectivamente. Walk Rite está tratando de determinar si resulta conveniente abrir otra tienda, que tendría los siguientes gastos: 
- Costos fijos anuales:

Alquiler $60.000,00
Sueldos $200.000,00
Publicidad $80.000,00
Otros costos fijos $20.000,00
Total costos fijos $360.000,00
Hallemos: 
- -Aplicamos [1]:

R: {\displaystyle Q*={360.000 \over (30,00-21,00)}=40.000} unidades.
Es decir, la empresa logra el equilibrio entre ingresos totales y costos totales al punto de 40 mil unidades. Unidades de equilibrio.
El importe de estas unidades de equilibrio es: (p*q) = 40.000 unds * $30 = $1.200.000,00
o
- Aplicamos [2]:

R: {\displaystyle IT*={360.000 \over (1-21,00/30)}=1.200.000} pesos.

## Formas de representar el punto de equilibrio

### Algebraica
Tanto en los costos variables como en los costos fijos se deben incluir los de producción, administración, de ventas y financieros. Actualmente, estos últimos son muy significativos ante el alza en las tasas de interés.
El punto de equilibrio se determina dividiendo los costos fijos totales en es igual a los costos fijos totales; no hay utilidad ni pérdida.
Ejemplo:
Una empresa vende sus artículos a bs20 por unidad y su costo variable es de bs10; tiene costos fijos de bs50000.
Si esta empresa planea vender 5000 unidades lograría un margen de contribución total de:
{\displaystyle {\text{bs10}}\cdot 5000={\text{bs50000}}}
Esto sería exactamente lo necesario para cubrir sus costos fijos totales de bs50000, por lo que se puede afirmar que al vender 5000 unidades está en su punto de equilibrio.
Si aplicáramos la fórmula al ejemplo anterior, se llegaría a la misma respuesta.
{\displaystyle {\text{Punto de Equilibrio}}={\dfrac {\text{Costos fijos Totales}}{{\text{Precio}}-{\text{Costo Variable}}}}}
{\displaystyle x={\dfrac {\text{bs50000}}{{\text{bs20}}-{\text{bs10}}}}=5000\;{\text{unidades}}}
En esta situación fue calculado el punto de equilibrio en unidades porque se dividió pesos entre pesos. Si se quiere el resultado en pesos se aplicaría la misma fórmula; sólo que el margen de contribución por unidad, en vez de ser pesos, se expresaría en porcentaje sobre ventas.

### Gráfica
Esta forma de representar la relación costo-volumen-utilidad, permite evaluar la repercusión que sobre las utilidades tiene cualquier movimiento o cambio de costos, volumen de ventas y precios.
El punto de equilibrio muestra cómo los cambios operados en los ingresos o costos por diferentes niveles de venta repercuten en la empresa, generando utilidades o pérdidas. El eje horizontal representa las ventas en unidades, y el vertical, la variable en pesos; los ingresos se muestran calculando diferentes niveles de venta. Uniendo dichos puntos se obtendrá la recta que representa los ingresos; lo mismo sucede con los costos variables en diferentes niveles. Los costos fijos están representados por una recta horizontal dentro de un segmento relevante. Sumando la recta de los costos variables con la de los costos fijos se obtiene la de los costos totales, y el punto donde esta última se interseca con la recta de los ingresos representa el punto de equilibrio. A partir de dicho punto de equilibrio se puede medir la utilidad o pérdida que genere, ya sea como aumento o como disminución del volumen de ventas; el área hacia el lado izquierdo del punto de equilibrio es pérdida, y del lado derecho es utilidad neta.

## Ventajas y limitaciones en el análisis de punto de equilibrio en gráficos

### Ventajas
- Los gráficos son fáciles de construir e interpretar. Si no se utilizan correctamente se puede llegar a perder un millón de unidades.
- Es posible percibir con facilidad el número de productos que se necesita vender para no generar pérdidas.
- Provee directrices en relación a la cantidad de equilibrio, márgenes de seguridad y niveles de utilidad/pérdida a distintos niveles de producción.
- Se pueden establecer paralelos a través de la construcción de gráficos comparativos para distintas situaciones.
- La ecuación entrega un resultado preciso del punto de equilibrio.

### Limitaciones
- Es poco realista asumir que el aumento de los costos es siempre lineal, ya que no todos los costos cambian en forma proporcional a la varíación en el nivel de producción.
- No todos los costos pueden ser fácilmente clasificables en fijos y variables.
- Se asume que todas las unidades producidas se venden, lo que resulta poco probable (aunque sería lo ideal mirado desde el punto de vista del productor).
- Es poco probable que los costos fijos se mantengan constantes a distintos niveles de producción, dadas las diferentes necesidades de las empresas.